# Flugplatz Gießen-Lützellinden

i7
i11
i13
Der Sonderlandeplatz Gießen-Lützellinden (ICAO-Code: EDFL) liegt in der Nähe des hessischen Dorfes Lützellinden zwischen Wetzlar und Gießen.

## Verkehrsanbindung
Der Flugplatz ist über die Kreisstraße K 355 an die A 45 angebunden.

## Nutzung
Der Flugplatz ist Basis für einen Flugsportverein (Aeroclub-Lützellinden), eine Ultraleicht-Flugschule (Skyline Flugschule) und einen Fallschirmspringer-Club (Pullout Skydive). Hier werden Flugschüler als Privatpiloten sowie auch Sportpiloten für Ultraleicht-Flugzeuge und Fallschirmspringer im AFF-Verfahren ausgebildet. Die 2016 gebaute Tankstelle auf dem Flugfeld bietet mit Jet A-1, Avgas 100 LL und Super Plus Treibstoff für die meisten zivilen Flugzeugtypen. Auf dem Gelände befindet sich ein Restaurant.

## Rekordflug
Am 28. September 1980 wurde der Flugplatz Lützellinden zum Startplatz für einen Weltrekord. Der damals 41-jährige Jaromier Wagner überquerte auf dem Rumpf einer zweimotorigen Propellermaschine des Typs Britten-Norman BN-2 Islander stehend den Atlantik. Nach einer Flugzeit von 46 Stunden landete er in New York City und erhielt einen Eintrag im Guinnessbuch der Rekorde.

## Zwischenfälle
- 24. Dezember 2015 – Nach dem Start kam es zum Absturz eines Ultraleichtflugzeugs 880 m Luftlinie vom Flugplatz entfernt. Der Pilot kam ums Leben.[2][3]

- 6. Juni 2020 – Kurz nach dem Start stürzte ein Ultraleichtflugzeug im Rahmen eines Schulungsflugs wenige Meter vom Flugplatz-Gebäude entfernt ab. Der Fluglehrer starb, sein Schüler erlitt schwere Verletzungen.[4]